# Tipasa (erebídeos)
Tipasa (Arctiidae) é um gênero de traça pertencente à família Arctiidae.